# Калацька височина
Калацька височина (рос. Кала́чская возвы́шенность) — височина на півдні Східноєвропейськой рівнини, на лівобережжі Дону, між річок Бітюг і Хопер, в межах Воронезької, Волгоградської, Ростовської областей. Висота до 240 м.
Складена верхньокрейдяними (крейда, мергель) і палеогеновими (глини,піски, пісковики) відкладеннями, перекритими льодовиковими відкладеннями і лессоподібними та покривними суглинками. Рельєф балочно-долинний.
Головні річки — ліві притоки Дону: Осередь, Толучіївка, Песьковатка. Ґрунти — чорноземи звичайні і південні. Збереглися діброви (Шипов ліс тощо). Степи розорані; посіви пшениці, жита, проса, соняшнику.